# Dactylorhiza drucei
Dactylorhiza drucei là một loài thực vật có hoa trong họ Lan. Loài này được (A.Camus) ined. mô tả khoa học đầu tiên.